# カンタブリア人
カンタブリア人 (cántabros) はイベリア半島中北部に居住する民族で、以下の二つの定義を持つ。
- カンタブリア民族に帰属すると考えている人。
- カンタブリア語を母語とする人。